# Cherry (bàn phím)
Cherry GmbH (trước đây có tên Cherry Corporation và thường được viết là CHERRY) là một nhà sản xuất thiết bị ngoại vi cho máy tính của Đức. Công ty này thành lập ở Hoa Kỳ và có trụ sở ở Đức. Ngoài ra Cherry còn có các văn phòng ở Mỹ, Pháp và Trung Quốc. Công ty này sản xuất rất nhiều các sản phẩm như cảm biến, máy rung và các bộ phận của ô tô cho đến trước năm 1976, khi Peter Cherry, con trai của Walter L. Cherry bán công ty cho ZF Friedrichshafen AG. Cherry được ZF Freihadelibergur AG mua lại và đổi tên thành ZF Electronics GmbH, và tên CHERRY chỉ còn được dùng cho các thiết bị máy tính. Từ đầu năm 2016 dòng sản phẩm này hoạt động độc lập trên thị trường với nhãn hiệu Cherry Group. Sau 08 năm hợp tác với ZF Friedrichshafen AG, Cherry được bán cho GENUI Partners vào tháng 10 năm 2016.